# Kloster Samson

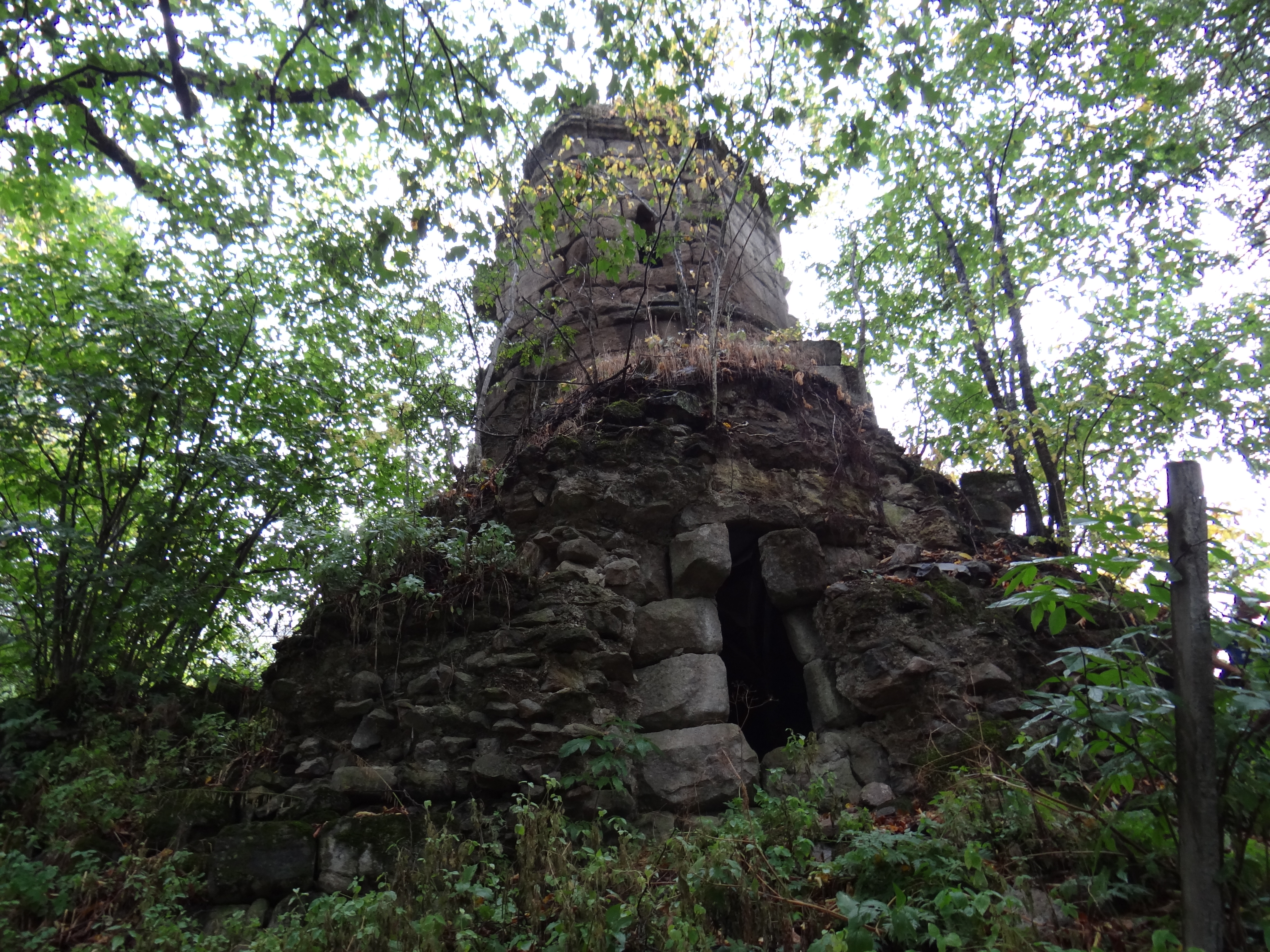
Kloster Samson

Das Kloster Samson (armenisch Սամսոնավանք Samsonawank) ist ein ehemaliges Kloster der Armenischen Apostolischen Kirche in der Provinz Tawusch im Norden von Armenien. Gegründet wurde es im 12. Jahrhundert. Heute ist es eine Ruine.

## Lage

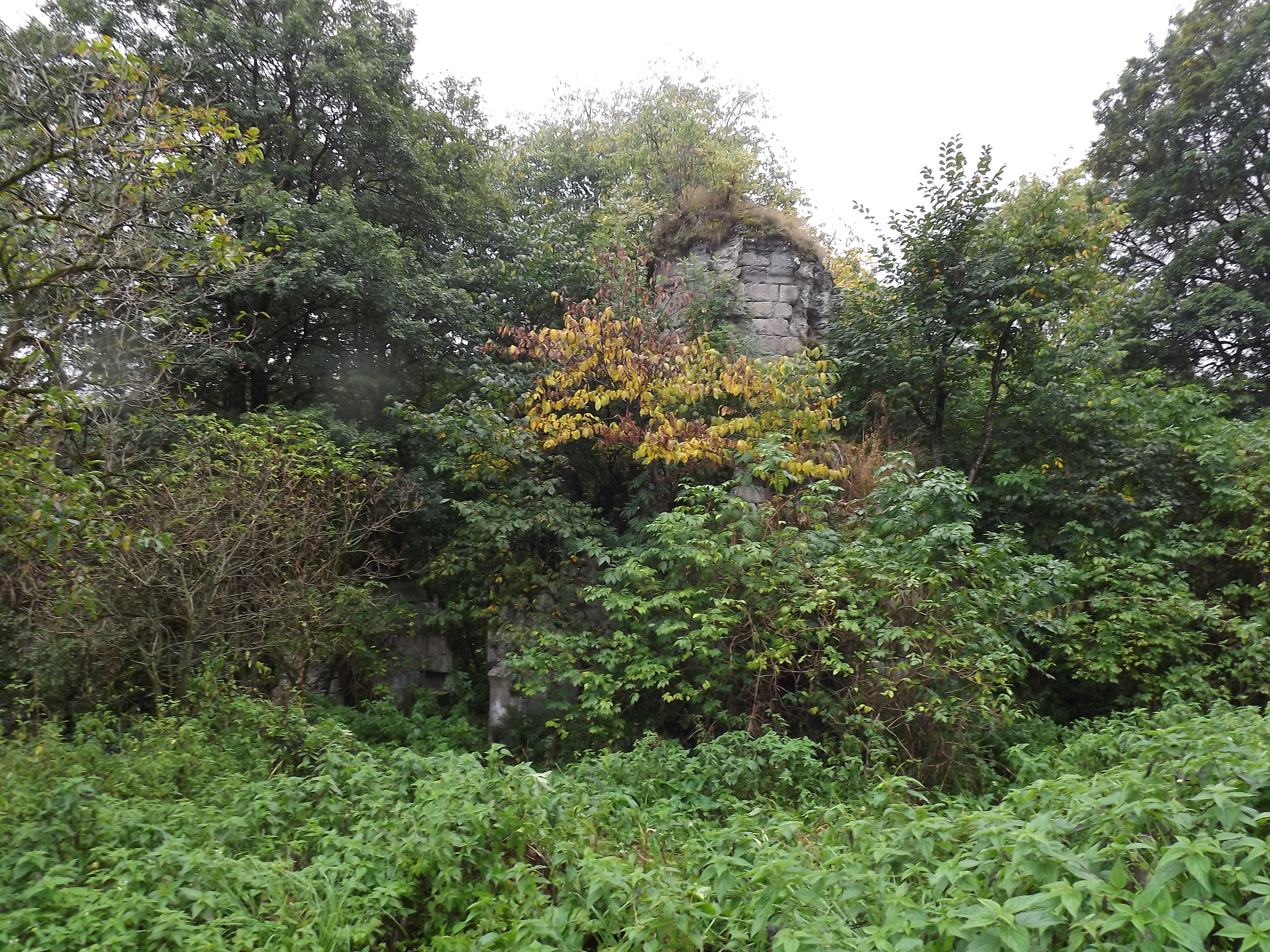
Das Klosterareal ist heute weitgehend verwildert.

Der kleine Klosterkomplex liegt südwestlich des Dorfes Ajarkut auf einer Anhöhe am Samson, von der aus das linke Ufer des Flusses überblickt werden kann. Das etwa 168 Kilometer von Jerewan entfernte und weitgehend verwilderte Areal ist von dichten Wäldern umgeben. Sechs Kilometer nördlich liegt das Kloster Deghdznuti Vank aus dem 13. Jahrhundert. In der Nähe des Klosters liegen zudem die Überreste der mittelalterlichen Burg von Berdakar.

## Baubeschreibung

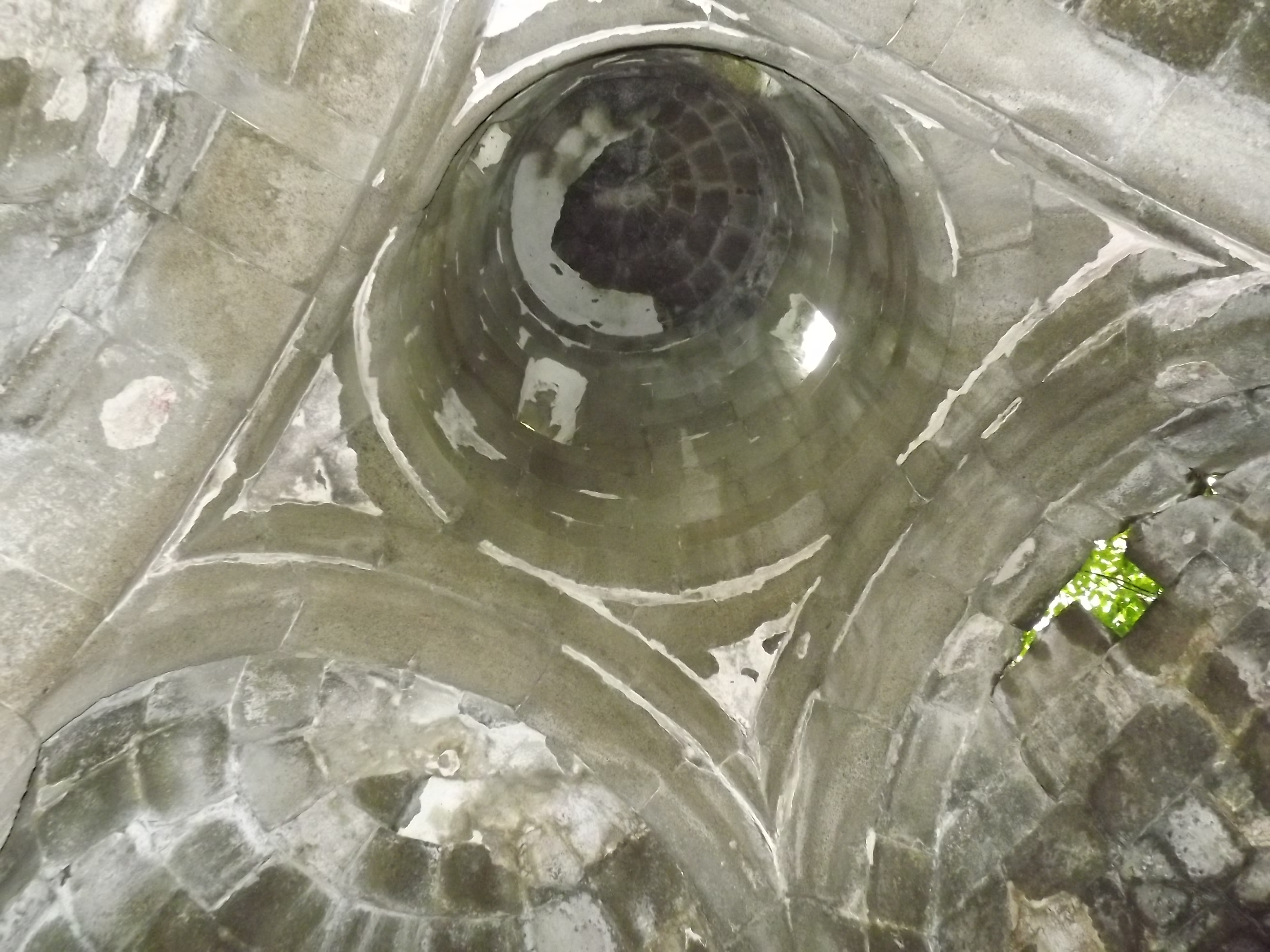
Die Kuppel der Hauptkirche

Der Klosterkomplex besteht aus der Hauptkirche, einer halb verfallenen Kapelle, einer weiteren kleinen Kirche sowie den Überresten von Wohn- und Wirtschaftsgebäuden. Die Hauptkirche ist eine Kreuzkuppelkirche aus dem 12. und 13. Jahrhundert. Sie ist 5,6 Meter lang und 5,3 Meter breit und wurde aus fein gehauenem Sandstein errichtet, der heute teilweise vom Regen ausgewaschen ist. Die halbrunde Apsis am Ostende ist an der Außenseite mit Ornamenten verziert. Der zentrale Kirchenraum ist von einer (heute teilweise zerstörten und überwucherten) Kuppel mit einem Tambour bekrönt. Dieser ist von außen achteckig und von innen rund. Lange und schmale Fenster im Tambour lassen Licht in das Gebäude. Der Eingang befindet sich im Westen des Bauwerks.
Die zweite Kirche wurde unmittelbar an die Südwand der Hauptkirche gebaut. Es ist eine einschiffige Hallenkirche, die oben mit einem Gewölbe abgeschlossen ist. Das Bauwerk verfügt über eine hufeisenförmige Apsis und ist von langen Anbauten umgeben, die heute weitgehend zerstört sind. Reste blieben am östlichen Flügel und den unteren Reihen der Längswände erhalten.
Nördlich des Komplexes steht eine heute weitgehend verfallene Kapelle. Ihre Gewölbedecke war einst reich mit Fresken geschmückt. An ihrer Westwand blieben zahlreiche Inschriften erhalten, welche auf Spender hinweisen, die den Bau finanzierten.